# Фонд культуры принца Бернарда
Фонд культуры принца Бернарда (Prins Bernhard Cultuurfonds, до 1999 года: Prins Bernhardfonds), также известный как Anjerfonds, поддерживает проекты в области культуры и охраны природы в Нидерландах, посредством финансовых взносов, ассигнований, премий и грантов.

## История
Фонд культуры принца Бернарда был основан в Лондоне 10 августа 1940 года под названием «Фонд Спитфайр» для закупки военного имущества. 
Деньги для создания этого фонда поступили от кампаний по сбору средств среди голландского населения Голландской Ост-Индии, Антильских островов и Суринама . Принц Бернард был регентом с самого начала. 
После войны цель фонда была изменена на «содействие психической устойчивости посредством культурной самомотивации», а название было изменено на Фонд принца Бернарда . В 1999 году название было изменено на Фонд культуры принца Бернарда.

## Организация
Фонд культуры принца Бернарда имеет национальный офис в Амстердаме в Huis De Vicq по адресу Herengracht 476 и двенадцать провинциальных департаментов. У фонда есть родственная организация: Фонд культуры принца Бернхардад Карибского региона. Нынешним председателем наблюдательного совета является Паулина Мёрс.

## Финансирование
Первоначально основным источником финансирования была ежегодная кампания «Гвоздика». С 1960 года фонд получал значительную часть доходов от футбольных тотализаторов, с 1970 года также от лотереи жиро (теперь BankGiroLoterij), а с 1974 года также от лото. Дополнительный доход поступает от подарков, пожертвований и наследства, а также от доходов от инвестиций. В 2006 году на деятельность фонда был выделен бюджет в размере около 17 миллионов евро (в годовом исчислении).

## Мероприятия
Каждый год фонд поддерживает около 4000 проектов в области культуры в области исполнительского искусства, изобразительного искусства, сохранения памятников, истории и литературы и охраны природы. Кроме того, фонд предоставляет стипендии молодым талантам и поддерживает музыкантов и художников. Фонд также ежегодно присуждает различные премии.

#### Серебряная гвоздика
С 1950 года фонд присуждает специальную награду «Серебряная гвоздика» людям, внесшим самоотверженный вклад в культуру Нидерландов или культуру Нидерландских Антильских островов. Ежегодно Серебряной гвоздикой награждаются не более пяти человек. Выдвигать кандидатов может любой желающий. До 2004 года Серебряные гвоздики ежегодно вручались принцем Бернардом. После его смерти в том же году эту задачу взяла на себя его дочь принцесса Беатрикс. Церемония награждения в этом году, которая была запланирована на пятницу, 15 мая 2020 года, была перенесена на следующий год из-за мер по борьбе с коронавирусом.

#### Другие награды

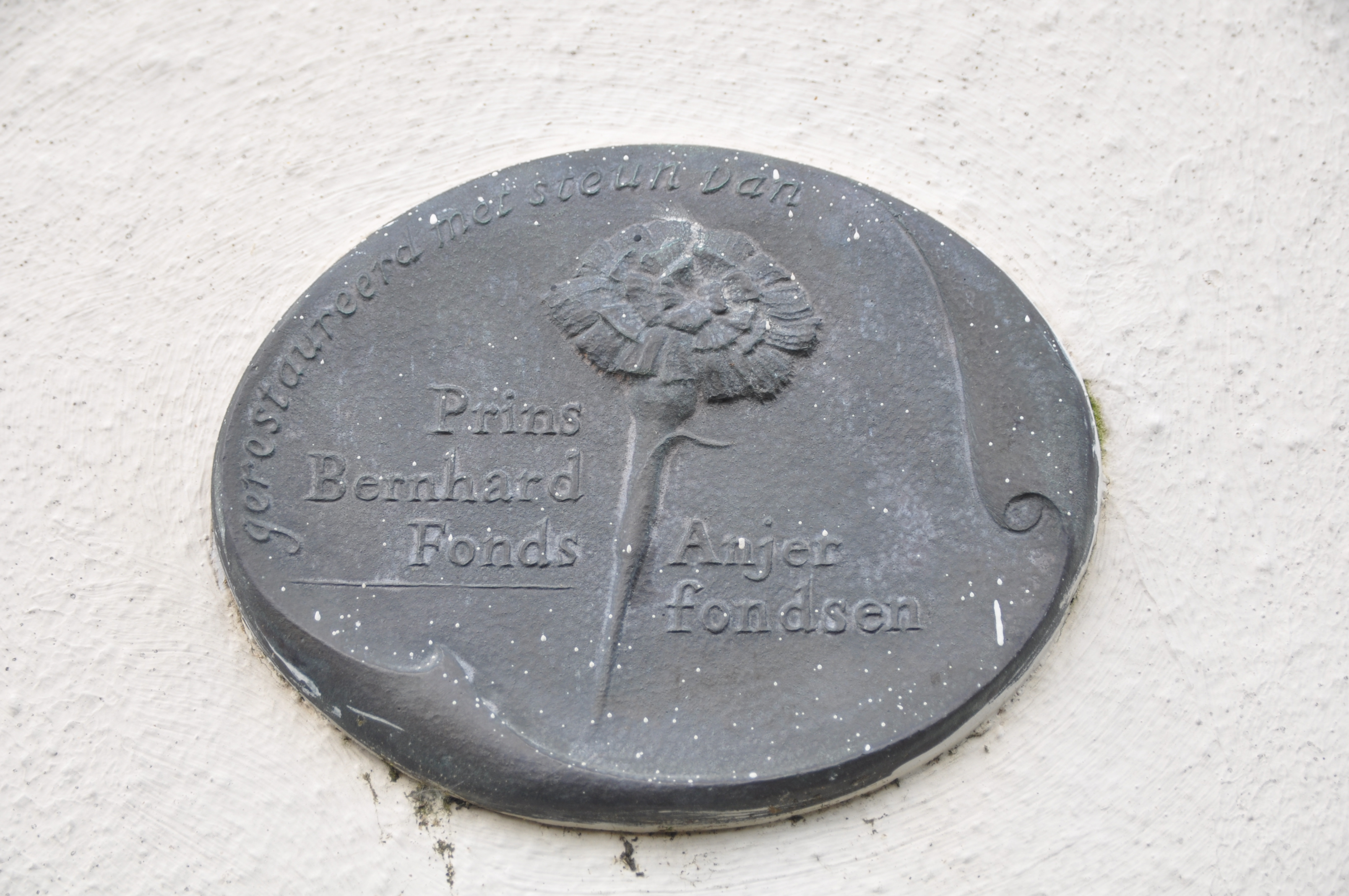
Мемориальная доска Фонда культуры принца Бернарда
(Ветряная мельница De Hoop, в Зутермеере)

Другие награды, присуждаемые фондом, включают:
- Премия Фонда культуры принца Бернарда в области творчества тому, кто внес особенный ценный вклад в культуру или природу Нидерландов.
- Переводческая премия Мартинуса Нейхофа / Премия Фонда культуры принца Бернарда за переводы (с 1955 г.)
- Премия Шарлотты Келер за таланты в возрасте до 35 лет в изобразительном искусстве и театре.
- Премия Дэвида Рёлля / Приз принца Бернарда Культурфонда в области изобразительного искусства (с 1963 г.)
- Премия Анны Бламан за литературу в Роттердаме и из него (с 1966 г.)
- Приз Фонда культуры принца Бернарда Monument (с 1984 г.)
- Премия Фонда культуры принца Бернарда за охрану природы (с 1994 г.)
- Музыкальная премия Фонда культуры принца Бернарда(с 1992 г.)
- Премия Фонда культуры принца Бернарда в области гуманитарных наук (с 1992 г.)
- Приз Фонда культуры принца Бернарда в области прикладного искусства и архитектуры (с 1993 г.)
- Премия Фонда культуры принца Бернарда в области искусства и культурного образования (с 1992 г.)
- Театральная премия Фонд культуры принца Бернарда (с 1992 г.)
- Приз музея BankGiro Loterij (продолжение музейной Культурного фонда принца Бернарда с 1990 г.)

#### Стипендии
- Curators Stipendium для стимулирования научных исследований и облегчения опыта работы младшим кураторам в голландских художественных музеях.
- Стипендия моды Культурного фонда принца Бернарда (с 2011 г.)
- Документальный Грант для режиссёра-документалиста на создание фильма.
- Поп-стипендия Фонда культуры. На фестивале Noorderslag стипендия в размере 10 000 евро присуждается в качестве стимула для дальнейшего развития победителя. Среди победителей Ронни Флекс (2018) и Томас Азиер (2019).
- Диванный фонд для начинающих, профессиональных дизайнеров мебели и мебельщиков.
- Стипендия Вима Бэри для талантливых театральных деятелей в возрасте до 35 лет.
- Театральная стипендия для молодых талантливых театральных деятелей на разработку театральной постановки.
- Стипендия TheaterTekstTalent для драматургов, позволяющая им написать новую пьесу.
- Стипендия Маргит Вильдунд присуждается раз в два года талантливой молодой певице.